# Mattias Lundbäck
Johan Mattias Lundbäck, född 16 augusti 1967, är en svensk nationalekonom och samhällsdebatör, sedan 2012 verksam som forskare vid det privata forskningsinstitutet Ratio. 
Mattias Lundbäck disputerade på avhandlingen Asymmetric Information and The Production of Health vid Lunds universitet. 
Han har arbetat som ledarskribent på Svenska Dagbladet (2000–2003), handläggare vid Moderaternas riksdagskansli (2003–2006), samordnare av socialpolitiska frågor på Statsrådsberedningen (2006), politisk sakkunnig vid socialdepartementet (2007–2010), forskare vid Ratio (2010–2014), handläggare vid Sveriges Kommuner och Regioner (2014-2016), ekonom vid Svenskt Näringsliv (2016-2021).
Han arbetar nu på Kommissionen för Skattenytta som leds av Leif Östling
Han är aktiv som samhällsdebattör i olika frågor, främst ekonomi, sjukvård, politik och teknik och driver bloggen Den hälsosamme ekonomisten. 